# Espira-de-l'Agly
Espira-de-l'Agly is een gemeente in het Franse departement Pyrénées-Orientales (regio Occitanie). De plaats maakt deel uit van het arrondissement Perpignan. Espira-de-l'Agly telde op 1 januari 2022 3.525 inwoners.

## Geografie
De oppervlakte van Espira-de-l'Agly bedroeg op 1 januari 2022 26,77 vierkante kilometer; de bevolkingsdichtheid was toen 131,7 inwoners per km².

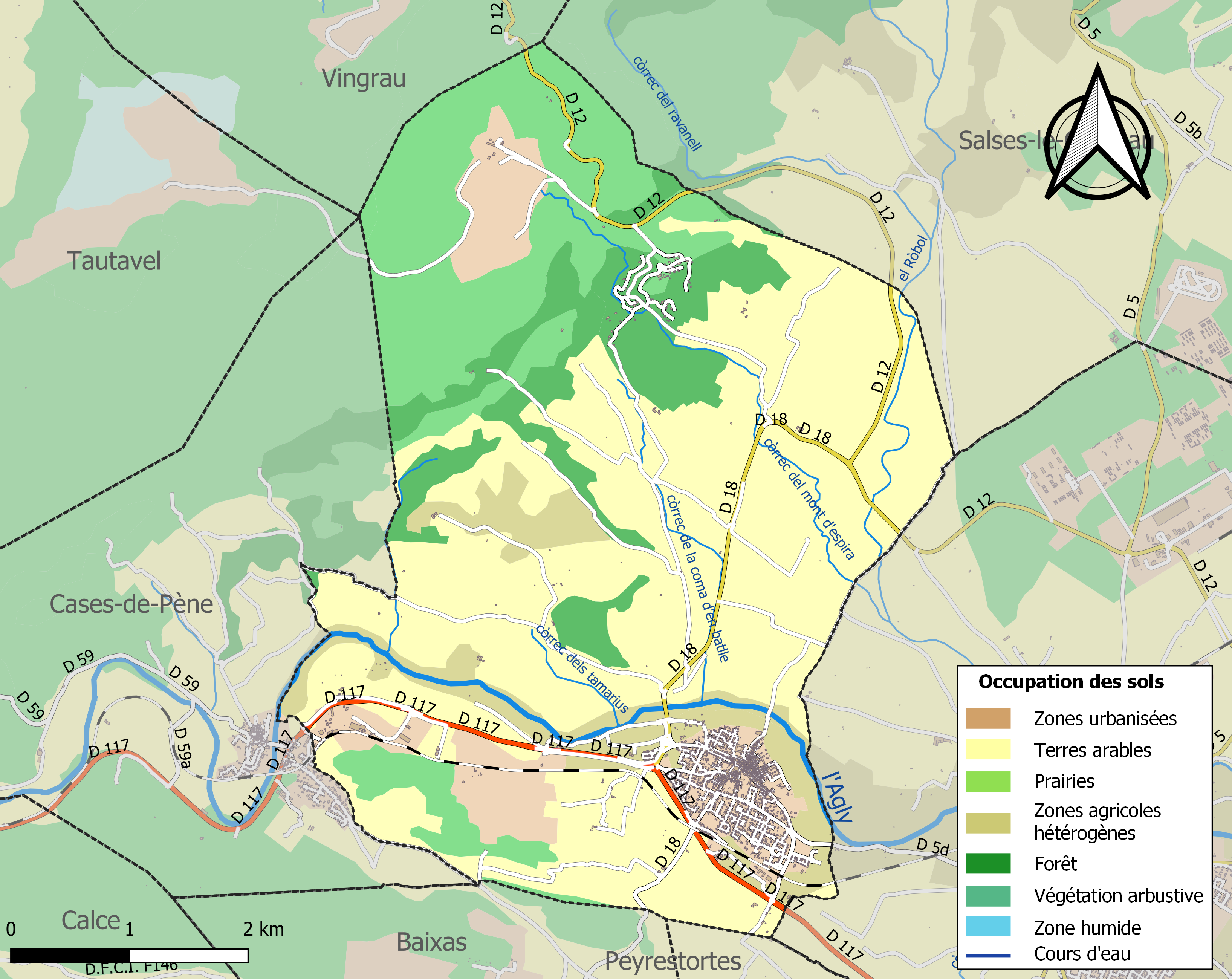
Kaart van de gemeente met de belangrijkste infrastructuur, bodemgebruik en omliggende gemeenten

## Demografie
Onderstaande figuur toont het verloop van het inwonertal (bron: INSEE-tellingen).